# Yvonne Choquet-Bruhat
Yvonne Choquet-Bruhat (pronunciación en francés: /bʁy.a/; Lille, 29 de diciembre de 1923-11 de febrero de 2025) fue una matemática y física francesa. Fue la primera mujer en ser elegida para la Academia de Ciencias de Francia. Se le concedió la gran cruz de la Legión de Honor.

## Educación
Cursó su educación secundaria en París. Su padre fue el físico Georges Bruhat (1887-1945) y su hermano el matemático François Bruhat. En 1941 participó en el Concours General, una competición para determinar los mejores estudiantes de toda Francia, y ganó la medalla de plata en física. De 1943 a 1946 estudió en la Escuela Normal Superior de París, y desde 1946 fue profesora ayudante en la misma institución y llevó a cabo investigación supervisada por André Lichnerowicz. Entre 1949 y 1951 fue ayudante de investigación en el Centro Nacional para la Investigación Científica de Francia («CNRS»), durante lo cual obtuvo su doctorado.

## Carrera
Trabajó en un amplio abanico de áreas en física matemática, aplicando resultados del análisis de ecuaciones en derivadas parciales y geometría diferencial para proveer una base firme para las soluciones en física. Entre 1951 y 1952 trabajó en el Institute for Advanced Study en Princeton donde demostró la existencia local y la unicidad de soluciones de las ecuaciones de Einstein en el vacío.
Al año siguiente Choquet-Bruhat se unió a la Universidad de Marsella y en 1958 recibió la medalla de oro del CNRS. Entre 1958 y 1959 fue profesora en la Universidad de Reims. En 1960 pasó a ser profesora en la Universidad Pierre y Marie Curie (UPMC) en París, donde continuó hasta que se retiró en 1992.
En la Universidad Pierre y Marie Curie continuó realizando importantes contribuciones a la física matemática, especialmente en relatividad general, supergravedad y teorías de gauge no abelianas del modelo estándar. Su trabajo en 1981 con Demetrios Christodoulou mostró la existencia de soluciones globales de las ecuaciones de Yang-Mills, Higgs y de campo espinorial en 3+1 dimensiones. Además en 1984 realizó quizás el primer estudio de un matemático de la supergravedad con resultados que se pueden extender al actualmente importante modelo en 11 dimensiones.
En 1978 fue elegida miembro correspondiente de la Academia de Ciencias y el 14 de mayo de 1979 se convirtió en la primera mujer en ser elegida miembro pleno. Entre 1980 y 1983 fue presidenta del Comité international de relativité générale et gravitation («Comité internacional de relatividad general y gravitación»). En 1985 fue elegida para la Academia Estadounidense de las Artes y las Ciencias. En 1986 fue elegida para desarrollar la prestigiosa Noether Lecture de la Asociación de Mujeres en Matemáticas.
Yvonne Choquet-Bruhat tiene dos hijas y un hijo, Daniel Choquet. Fue viuda, y su segundo marido fue el matemático Gustave Choquet. Anteriormente había estado casada con Léonce Foures, un profesor de matemáticas de la Universidad de Marsella, que había estudiado con Henri Cartan.

## Publicaciones principales
- 2000, Analysis, manifolds and physics con Cécile DeWitt-Morette, Margaret Dillard-Bleick; Elsevier, Ámsterdam, ISBN 0-444-50473-7
- 1973,Distributions. Théorie et problèmes. Masson, París.
- 1968, Géométrie différentielle et systèmes extérieurs. Dunod, París.
- 1989, Graded bundles and supermanifolds. Bibliopolis, Nápoles.
- 1967, Problems and solutions in mathematical physics. Holden Day, San Francisco.
- 2009, General Relativity and the Einstein Equations, Oxford University Press.
- 2015, Introduction to General Relativity, Black Holes, and Cosmology, Oxford University Press ISBN 9780199666454 BNF 44283477f

## Premios
- 1958, Médaille d'Argent du Centre National de la Recherche Scientifique.
- 1963, Premio Henri de Parville of the Académie des Sciences.
- Miembro del Comité international de relativité générale et gravitation (presidenta en 1980-1983)
- 1979, Miembro de la Academia de Ciencias de París.
- 1985, Elegida para la American Academy of Arts and Sciences.
- 1986, Noether Lecturer de la Association for Women in Mathematics,
- 1997, Commandeur de la Légion d'honneur,
- 2003, Premio Dannie Heineman de Física Matemática,
- 2008, Elevada a gran cruz de la Legión de Honor,